# Rob Benedict
Robert Patrick 'Rob' Benedict (Columbia (Missouri), 21 september 1970) is een Amerikaans acteur.

## Biografie
Benedict werd geboren in Columbia (Missouri) als jongere broer van actrice Amy Benedict. Hij heeft gestudeerd aan de Northwestern-universiteit in Illinois waar hij zijn bachelor haalde.
Naast acteur is Benedict ook actief als gitarist in de band Louden Swain in Los Angeles, zij hebben tot nu toe vier albums uitgebracht.
Benedict is getrouwd waaruit hij een zoon en dochter heeft, hij woont met zijn familie in Los Angeles.

## Filmografie

### Films
Uitgezonderd korte films.
- 2024 ClearMind - als Michael
- 2021 Violet - als Fred Collins
- 2018 30 Miles from Nowhere - als Larry
- 2016 Bad, Bad Men - als Ken
- 2013 Grow - als Jerry Kranzler
- 2010 Group Sex – als Donny
- 2010 A Little Help – als Paul Helms
- 2009 State of Play – als Milt
- 2009 Still Waiting... – als Calvin
- 2009 Call Back – als Levi
- 2008 Say Goodnight – als Leroy
- 2007 Sex and Death 101 – als Bow-Tie Bob
- 2005 Waiting... – als Calvin
- 2005 Kicking & Screaming – als medewerker Beantown
- 2005 The Hand Job – als Ben Martan
- 2003 My Dinner with Jimi – als Donovan
- 2003 Two Days – als Scott
- 2002 The First $20 Million Is Always the Hardest – als Willy
- 2001 Not Another Teen Movie – als Preston Wasserstein
- 1999 Bad City Blues – als Tommy
- 1999 Tequila Body Shots – als Ted

### Televisieseries
Uitgezonderd eenmalige gastrollen.
- 2021 Lucifer - als Vincent Le Mec - 3 afl.
- 2021 Passenger List - als Jim - 3 afl.
- 2009-2020 Supernatural – als Chuck Shurley / God – 20 afl.
- 2021 Passenger List - als James Dennison - 2 afl.
- 2019 Bosch - als dr. Victor Hansen - 2 afl.
- 2019 NCIS: New Orleans - als Liam Sommers - 2 afl.
- 2016-2017 Kings of Con - als Rob Bennett - 10 afl.
- 2015 Masters of Sex - als Jonathan Laurents - 3 afl.
- 2013 Franklin & Bash – als Sandy Hall – 2 afl.
- 2013 Susanna – als Peter – 6 afl.
- 2008-2009 Head Case – als Jeremy Berger – 21 afl.
- 2005-2006 Threshold – als Lucas Pegg – 13 afl.
- 2005 Alias – als Brodien – 2 afl.
- 2004 Come to Papa – als Judah – 4 afl.
- 2002-2003 Birds of Prey – als Gibson Kafka – 4 afl.
- 1998-2002 Felicity – als Richard Coad – 36 afl.
- 2000 Buffy the Vampire Slayer – als Jape – 2 afl.
- 2000 Chicago Hope – als dr. Peter Ball – 2 afl.

- Library of Congress Control Number: no2011083663
- Virtual International Authority File: 170665853
- WorldCat: E39PBJfRxCwWFDdQP4XgWVqmh3